# Епидемија тифуса у Србији 1914—1915.
Епидемија тифуса у Србији 1914—1915. била је једна од најтежих на овом простору, изазвана трима врстама тифуса — трбушним тифусом, повратним тифусом и пегавим тифусом, који су истовремено јавила, као пратећа појава рата. Ове пошасти јавиле су се као последица лоших друштвених и економских прилика и ванредног стања, изазваног ратним условима у којима се Србија нашла у првим годинама Великог рата. Она се одвијала паралелно са великим ратним напорима српске војске у биткама које су вођене од јесени 1914. године, као њихова пратећа појава, а наставила се и у периоду затишја 1915. године. 
Према данку у људским животима (како припадника војска тако и цивилног становништва), спада у ред највећих за које свет зна. То потврђују оцене др Хантера, да је ова епидемија пегавог тифуса у Србији била „најизненаднија епидемија по пореклу, најбржа по току, највећа у интензитету, а најбрже заустављена од свих познатих оваквих епидемија у историји”.
Почетком фебруара 1915. године у током епидемији догодила се још један помор као последица ове пошасти. Већина српских лекара оболела је од пегавца, лечећи болеснике, тако да је коначан биланс био; да је од 595 српских лекара њих 122 (око 20%) умрло у току ове епидемије.
На појаву епидемије, поред ратних дејстава, непрестане миграције становништва и лоших хигијенских и економских прилика у земљи, утицао је и велики број заражених Аустријских војника, међу којима се болест прво и појавила. Међутим као основни разлог историчари српске медицине наводе и лошу организацију војног и цивилног санитета, с краја 1914. године, у Србији, која је управо изашла из балканских ратова, са премало лекара, и непознавањем епидемиологије ове заразне болести. Студирајући медицину у западној Европи, и поред солидно стеченог знања, српски лекари нису могли сазнати све о тифусу, јер је у тим центрима болест била искорењена средином 19. века. Осим тога, српски санитет имао је премали број лекара, свега око 600 на 4.500.000 становника и 30.000 војника редовне војске, односно 409 лекара, на преко 400.000 мобилисаних војника у рату.
Како су у Србији, пре настанка епидемије 1914. и 1915. године, регистровани само спорадични случајеви тифуса у појединим крајевима, тешко је поверовати да је епидемија букнула из аутохтоних спорадичних жаришта, узимајући у обзир интензитет и брзину развоја епидемијског процеса. Питање где се најпре појавио тифус у Србији и даље остаје непознаница – код избеглица, у српској војсци или код Аустријанаца.

## Стање у српском санитету на почетку рата
Зашто је пострадао онолики свет?
 Ко је крив?
Замисао да се епидемија пегавца 1914/15. масовним „развашљивањем“ може заустави била је двоструко пионирски подухват, који је тиме носио кумулативну „неизвесност“, зато не баш малу.
За стратешко опредељење је требало имати одговарајућу тактику, а њу, опет, нико у свету није имао, па ни српска санитет, иако је био најзаинтересованији.
Оно што су други примењивали готово индивидуално као хигијенску меру, и лекари Србије су знали и примењивали.

Србија је на почетку Великог или Првог светског рата имала, и за мирнодопске услове, мањак у лекара. Рат је Србију затекао са око 4.500.000 становника и грађанским и војним санитетом, који је укупно имао свега 450 лекара, рачунајући ту старе, младе и жене лекаре. Пуковник др Лазар Генчић у свом предавању у Официрском дому, уочи самих ратова 1912—1918, закључио је:
„Ми у ствари немамо војни санитет, већ једну малу групу грађанских лекара обучених у униформе санитетских официра.”
Обученост болничара за ратне услове није била задовољавајућа, а било их је и јако мало. Налазили су се само у пуковским превијалиштима, дивизијским завојиштима и пољским болницама. У позадинским болницама радиле су као добровољке, болничарке и болничари трећег позива. Опрема и средства намењена првој помоћи, опште медицинском и хируршком раду на бојишту, по оцени српских и страних хирурга, била је задовољавајућа. Санитетска ратна материјална средства, било које врсте, била су набављена у потребној количини, али неравномерно распоређена, често пакована у гломазне сандуке и недовољно попуњена. Велики проблем био је непостојање санитетских складишта, па се често морало одлазити у Ниш по опрему и материјал. Средства за евакуацију била су неподесна и недовољна.
Сви санитетски цивилни магацини и магацини Црвеног крста били су потпуно испражњени. Црвени крст је једино располагао са 20.000 кревета осталих после балканских ратова, али убрзо се успоставило да је за рат потребно обезбедити најмање 100.000.
Слабо развијена и готово без средстава за рад, превентивна служба, која је поред Пастеровог завода у Нишу, имала још само шест специјалиста из области бактериологије и хигијене, који су, истовремено радили и као трупни лекари.
Велику кривицу за то имао је однос војног врха према санитету, након Балканских ратова (упркос напорима др Владана Ђорђевића и др Мике Марковића), да то исправе, био је потцењивачки. На санитет се ни изблиза није гледало с дужним уважавањем као што се гледало на коњицу или артиљерију. До разумевања санитета и испуњавања његових потреба, тешко се долазило. И са тако малим бројним стањем на сву срећу чињенице на почетку Великог рата ишле су на руку санитетској служби; те су још пре повлачења у Србији почела да се појављују ако не у дословном смислу специјалистичка, а оно барем – посебна одељења, која су унапредила збрињавање повређених и оболелих. Тако су у Пирот – што је врло мало познато – из свих резервних и пољских болница слати оболели од тетануса, а у Нишкој војној болници основана је служба за збрињавање главе и вилица. Али даљи ток догађаја негативно се одразио на започету експанзију српског санитета. Застрашујуће епидемије пегавца, која је коштала живота многе лекаре и медицинаре, и разуме се – повлачење и албанска голгота, не само да су зауставиле овај процес већ су га и спустиле испод достигнутог нивоа.
За рат против Аустро-Угарске Царевине 1914. године Србија је мобилисала, 532.000 грађана, од тога 409 лекара, међу којима је било 17 жена. Са свега 409 мобилисаних лекара, од тога је 25 било хирурга, 203 медицинара, 190 апотекара и 60 ветеринара, санитетска служба је требало да одговори на све изазове који су јој се наметали. 
Иако са знатним искуствима у збрињавању рањеника, стеченим у претходна два Балканска рата, српски санитет од почетка суочен са недостатком лекара, хирурга, епидемиолога и санитетског материјала, једва је успевао да одговори свим потребама.
Велики недостатак за српски грађански и војни санитет била је чињеница да је Београд, дотле највећи болнички центар и окосница збрињавања рањеника и болесника у балканским ратовима (када су у њему функционисале 23 резервне болнице), овога пута као погранична варош био изложен борбеним дејствима непријатеља. Његову улогу морали су да преузму Ниш, Крагујевац и Скопље. У Београду су остали само болничари неборци, болничарке и болничко особље, неколико жена лекара и лекара неспособних за војну службу из здравствених разлога.

## Тифус у Србији пре Великог рата
Према расположивим подацима из литературе тифус је на простору Балкана било „од давнина“. У „Хиландарском медицинском кодексу“, који је настао по списима Галена и Хипократа, описано је неколико симптома и знакова болести који могу указати на клиничку слику пегавца и других облика тифуса. 
Први подаци о пегавцу у Србији потичу из 1836. године, када је др Карло Пацек, лекар крагујевачког гарнизона, скренуо пажњу кнеза Милоша на епидемију пегавог тифуса у овом гарнизону, као и да је војно руководство криво што се зараза шири. Због увреде војног руководства др Пацек је од кнеза Милоша добио шамар 
.. а тифус је све више и више грабио око себе, у тадашњи гарнизон у Крагујевцу који је бројао око 500 војника. Епидемија је била тако жестока, да је много војника помрло, међу њима и командир Никодије. Ускоро се окужише и лекари др Пацек и др Капарис и разболеше се од тифуса.

## Порекло и почетак епидемије
Пегавац се у српској војсци уочава већ крајем септембра, почетком октобра 1914. године, и то даље од фронта, у војним болницама у Нишу. Потом се све више ширио а после Колубарске битке, када је епидемија експлодирала, централно жариште обољевања и умирања било је Ваљево, у којме се стационирао велики број аустроугарских заробљеника,када су ту  појединачни случајеви пегавца уочавани и раније, међу српским војницима.
И поред бројних истраживања и до данас, није усаглашен став струке о пореклу епидемије пегавца и повратног тифуса (рекуренса) у Србији 1914. и 1915. године - да ли је епидемије било у Србији или је она унета, при чему треба имати у виду:
....да је приказ тока епидемије пегавца и рекуренса у Србији 1915. године урадио страни стручњак, учесник у њеном сузбијању, пук. др Вилијам Хантер (William Hunter), тако да је реконструкција епидемије углавном рађена према његовим извештајима.
Подаци у српском санитету остали су појединачни, фрагментарни и недовршени. Упркос свему, много података и чињеница говори да је она унета...а можда се истовремено јавила код избеглица из Мачве и Подриња, у српској војсци или међу аустроугарским војницима?
Без обзира на чињеницу да су заробљени Аустријанци значајно допринели ширењу вашљивости са узрочницима пегавца и рекуренса, треба имати у виду и то, да су и без постојања епидемија пегавца и вашљивости тела, у Србији постојала подручја (ендемска жаришта) у којима је у виду рецидива владао пегавац, познат и као Brill Zinsserove болест. Зато се Brill Zinsserove болест сматра једним од битних фактора за очување узрочника пегавца у међуепидемијском периоду у Краљевини Србији. И поред тога мало је вероватно да је епидемија у Краљевини Србији букнула из аутохтоних спорадичних жаришта, узимајући у обзир интензитет и брзину развоја епидемијског процеса. 
Где се најпре појавио пегави тифус у Србији и дан-данас остаје без одговора – код избеглица, у нашој војсци или код Аустријанаца. Епидемиолошка ситуација у Србији и исцрпљеност војске и становништва након Балканских ратова створили су погодне предуслове за развој епидемије. Била потребна само варница да епидемија отпочне.
На даљи ток епидемије имало је утицај неблаговремено сналажење Српских лекара, али и непознавање епидемиологије пегавца што је допринело распламсавању епидемије због доста касне примене адекватних противепидемијских мера.
Прве оболеле војнике, од повратног и пегавог тифуса у Србији, открио је бактериолог др Були М., непосредно после Церске битке, августа 1914. године, у пољској болници, лоцираној у Јаребицама. Након тога, према Булијевим казивањима;
...број оболелих је почео да расте из дана у дан, али је, доста касно, постало јасно са каквим се непријатељима човека, у том тренутку, Србија суочава.
Након великих победа српске војске на Сувобору и Колубари, начелник санитета Врховне команде, др Генчић у свом извештају обавештава Врховну команду и даје слику епидемије ратног пегавца у српској војсци: 
Наша победоносна војска, наступајући и гонећи непријатеља, поред тога, што је и сама носила собом спорадично клице пегавца, наилазила је у крајевима, кроз које је наступала и одступала аустроугарска војска, на много већа огњишта и била изложена могућности једне опште заразе пегавцем. Аустријски заробљеници, пак, морали су бити повучени такође у позадину, а пошто су и они били носиоци заразе, то се је за кратко време у целој нашој земљи био угнездио пегавац. Први, спорадични случајеви пегавца у нашој војсци били су запажени почетком октобра 1914, када је рекуренс већ био владао у већим размерама; а права епидемија развила се тек по свршетку наше контра-офанзиве. И тада је главни центар за разбољевање и умирање било Ваљево.
Прво и највеће жариште епидемије било је Ваљево (у том периоду град са 10.000 становника), близу границе са Босном. Када су се Срби повукли из њега у првој инвазији Аустријанаца 1914, у њему није било случајева пегавца међу српском војском. Када је српска војска, почетком децембра 1914. године, кренули у контраофанзиву, и почели заробљавање све већег броја Аустријанаца и када су ушли у Ваљево затекли су преко 3.000 хиљаде Аустријанаца, рањених и болесних од пегавца и рекуренса у најтежој фази болести. Тако је нпр. у подрумима једне сасвим нове школе затечено преко 150 мртвих аустријских војника.
Тада је направљена грешка од стране Српске владе, која је однела бројне жртве, јер је преко 40.000 заробљеника распоредила по читавој земљи, како би их ангажовали као радну снагу. Пегавац и рекуренс су тако раширени дуж свих железничких пруга и по свим већим градовима Србије, чак до Битоља и Ђевђелије.

## Епидемиологија
У периоду од 1. децембра 1914. до 1. јануара 1915. године број људи који су боловали од заразних болести у болницама у ратној зони Србије повећао се од 3.152 до 10.816., тако да је 13. децембра у болницама широм земље било је 33.370 рањених и 10.732 болесника. Након месец дана, 13. јануара 1915. године број рањених је био 22.017 (од тога 4.248 заробљеника), док је број оболелих порастао на 29.503. Четвртина болесника боловала је од тифуса.
| Стање по месецима | Трбушни тифус број (%) | Повратни тифус број (%) | Пегави тифус број (%) | УКУПНО |
| ----------------- | ---------------------- | ----------------------- | --------------------- | ------ |
| 24. децембар 1914 | 753 / 25,2             | 2.114 / 70,7            | 123 / 4,1             | 2.990  |
| 24. јануар 1915   | 1.655 / 19,2           | 5.696 / 66,0            | 1.270 / 14,7          | 8.627  |
| 24. фебруар 1914  | 2.046 / 14,5           | 7.566 / 53,7            | 4.465 / 31,7          | 14.077 |
| 24. март 1915     | 1.524 / 8,9            | 7.550 / 43,9            | 8.124 / 47,2          | 17.198 |
| 24. април 1915    | 623 / 6,9              | 2.955 / 32,8            | 5.420 / 60,2          | 8.998  |
| 24. мај 1915      | 151 / 3,6              | 1.537 / 37,1            | 2.630 / 63,6          | 4.138  |
| УКУПНО            | 6.752 / 12,0           | 27.418 / 48,5           | 22.302 / 39,5         | 56.472 |

### Претпоставка о броју умрлих
Због чињенице да је велики број умрлих није евидентиран, због нарушеног здравственог система, као и чињенице да један број болесника умирао у својим кућама са нејасном дијагнозом, тачан број умрлих у овој епидемији вероватно неће бити никада установљен. 

Међутим према подацима из радова  пуковника др Вилијама Хантера, чији су подаци најобимнији и највреднији (али не најтачнији), а односе се на појаву пегавог тифуса у Србији 1914/15. године у...
...епидемији катастрофалних размера по Србију која је трајала шест месеци, оболело је од пегавца 500.000 људи, а умрло од 135.000 до 150.000. Драматичност епидемије кулминирала је дневним оболевањем од 1.500 до 2.500 људи са процентом умирања од 50–70%.
У Мемоару од 31. марта 1919. године, припремљеном за Мировну конференцију у Паризу, са спецификацијом ратних жртава по разним основама, наводи се да је епидемија тифуса 1915. године однела 360.000 живота, међутим, само неколико година касније др Мориц Були, српски лекар, бактериолог, учесник рата као резервни санитетски потпуковник, написао је да је број жртава био знатно мањи: нешто више од 100.000. Потом је дуго преовлађивало мишљење да је у Србији од последица ове епидемије умрло око 100.000 цивила, и до 35.000 војника, мада нова исраживања указују да је број жртава међу војницима био око 15.000.

## Етиологија
Заслугом британских лекара на челу са др Хантером, и српске кафане су 1915. бивале све чистије.
Нишка главна кафана, где смо ручали по нашем доласку 4. марта, у то време је била прљаво и лоше одржавано место, а исто се могло рећи и за кафану у Крагујевцу. Од тог времена већа пажња је посвећивана чишћењу, кречењу, премазивању и бојењу. Крајњи резултат, када је коначно ова кафана била отворена за јавност, био је да су неки од њених сталних посетилаца, причало се, били тако запањени њеном трансформацијом и сјајем да су оклевали да уђу унутра - али ипак само за тренутак. Иста промена је спроведена у главним кафанама у Крагујевцу, и нема сумње да су сличне промене извршене и у другим местима. Јер Србин има спортски дух и ништа га не инспирише више од ривалства, да се изједначи, или ако је могуће, да надмаши напредне комшије у пословима", писао је др Хантер.

Иако су сва три типа тифуса одвојени ентитети и имају специфичне узрочнике, међу лекарима у Србији с почетка 20. века постојале су бројне дилеме, што је и био разлог због чега лекари нису могли јасно да их раздвоје, и одмах пронађу ефикасне мере за њихово сузбијање и лечење
Трбушни тифус
Трбушни тифус  (typhus abdominalis)  први пут је описан 1829. као посебна болест од стране француског лекара Pierre Charles Alexandre Louis  (1787–1872), док је узрочни болести  (први назван Ебертхов бацил, а касније Салмонелла типхи) изолован 1880. године од стране немачког бактериолога Karl Joseph Eberth (1835–1926).
Повратни тифус
Повратни тифус, тифоидна или повратна грозница, (febris reccurens)  први је описао ирски лекар, John Rutty (1697–1775)), а његовог узрочника, спиралну бактерију из рода Борелија  (Borrelia) први је изоловао 1868. године  Otto Hugo Franz Obermeier (1843–1873).
Пегави тифус
Епидемија пегавца или пегатифус (typhus exanthematicus), је тешка, акутна, генерализована, инфективна болест, која се карактерише дуготрајном температуром, главобољом, поремећајем стања свести, полиморфном оспом и наглим смањењем температуре у трећој недељи болести. 
Узрочник болести је бактерија из групе рикеција (Rickettsiа prowazeki), названа по Америчком истраживачу, Howard Taylor Ricketts-у, и Аустријском лекару S. von Prowazek-у, који су умрли од пегавца у току истраживања његове етиологије.
Да је пегавац векторска или трансмисивна болест, експериментално су доказали Nicolle са сарадницима 1909. године. Они су открили да се пегави тифус преноси преко телесних ваши, што су касније потврдили; Ricketts Wilder (1910), Anderson и Goldberger (1912). Ово откриће, омогућило је расветљавање епидемиологије пегавог тифуса и нешто касније његовог сузбијања. 
Ширење пегавца међу људима одвија се кретањем ваши (релативно неефикасног вектор због слабе покретљивости) са особе на особу. Такође ваши у активном стадијуму, без домаћина од кога би се хранили, могу да преживе свега 7 до 10 дана. Телесна ваш искључиво је паразит човека, јер трансоваријална трансмисија рикеције у вашима није доказана. 
Након преболелог пегавог тифуса човек стиче дугогодишњи, вероватно, доживотни, имунитет. 
Епидемијско ширење болести омогућава постојање велике популације ваши на људима, посебно у условима када они заједно живе и спавају у просторијама са великом густином смештаја (затвори, избеглички кампови, смештај у ратним услови), или у условима када затвореници, избеглице или војници нису у могућности да редовно одржавају хигијену тела и мењају одећу. Наведени услови погодују вашима да се брзо шире у некој средини. На брзину ширења болести утичу и зимски услови у којима је боравак људи у у затвореном простору чешћи, ограничено редовно прање одеће и нередовно купање због хладне воде или недостатка огрева. Из наведеног може се такође закључити да је тифус био мање више стално присутан међу становништвом нижег социо-економског статуса и у крајевима са хладнијом климом (Русији, Пољској, југоисточној Европи, северној Африци, Мексику и регијама Јужне Америке). 
Ваши су осетљиве на промену температуре и брзо напуштају фебрилног или преминулог домаћина тражећи новог са одговарајућом телесном температуром. Зато је ширење ваши у војним пољским болницама и на другим местима где је болест присутна а смрт честа (због компликација болести услед исцрпљености, неадекватног лечења и недовољне исхране болесника), а тиме су остварени услови и за брже ширење тифуса.

## Патогенеза
- Инфекција ендотела малих артерија, вена и капилара доводи до бубрења ендотела и сужавања лумена (облитерирајући ендартеритис).
- Циркулација се успорава, јавља и јавља се тромбоза.
- Настаје периваскуларна инфилтрација лимфоцитима, полиморфонуклеарним гранулоцитима и плазма ћелијама (нодозни периартеритис )

Као последица наведених промена настаје екстравазација крви и исхемија у различитим органима, што има за последицу различиту и вишеструку симптоматологију.

## Клиничка три облика тифусне болести
Све три облика тифусне болести почињу са карактеристичним знацима за опште инфекције: 
- висока телесна температура (која остаје данима),
- главобоља,
- физичка и психичка исцрпљеност,
- повратна грозница у релапсима код повратног тифуса,
- бол у зглобовима и мишићима.
- осипне промене на кожи.

### Клиничка слика повратног тифуса
Након инкубације, која траје и код вашима и код крпељима изазвано повратног тифуса,  између 5 и 7 дана, ређе 2 до 12 дана, развијају се први клинички знаци болести. 
Вашима изазван повратни тифус
Овај облик тифуса који преносе ваши почиње нагло, са: високом температуром и дрхтавицом и општим симптомима (болови у зглобовима и мишићима, главобоља мучнина, повраћање).  Температура која брзо расте достиже 40 до 41 степен и траје 5 до 7 дана и онда пада критички. Температура је праћена обилним знојењем, понекад са колапсом и делиријумом. Температура је или типа континуе или ремитентног типа. 
Након периода са високом температуром следи афебрилна пауза која траје обично колико и фебрилни први атак. Иза овог, афебрилног периода, јавља се нови атак температуре, погоршање општих симптома, само што овога пута он краће траје, 4 до 5 дана. Афебрилна пауза иза другог атака, међутим, траје знатно дуже, 8 до 10 дана. Следећи, нови атак је краћи од претходног, а афебрилна пауза знатно дужа. Фебрилни атаци код ове врсте повратни тифус се обично јављају у два до три наврата, ређе 4 или 5. 
Објективно се, код болесника у фебрилним атацима, јавља убрзан пулс који прати температуру, сивожућкаста боја коже, иктерична пребојеност склере ока, осип макулозног типа лоциран на трупу и удовима, херпес лабијалис, оток јетре и слезене. Ређе се могу јавити менингеални и енцефалитични симптоми. За време акутног атака, у периферној крви се налази леукоцитоза и анемија. Реконвалесценција је кратка, а након ње наступа брзи опоравак.
Крпељима изазван повратни тифус
Крпељима изазван повратни тифус у погледу клиничке слике се практички врло мало разликује од оног кога преносе ваши. Међутим, напади температуре код овог облика краће трају, обично два до три дана, али је зато број релапса већи, до 10, а афебрилни интервали су знатно дужи. Иначе, читав ток овог облика повратног тифуса је доста неправилан.

### Клиничка слика пегавог тифуса
Од пегавог тифуса прво су обољевали мушкарци старији од 20 година године, обично између 20 и 30 година старости што је у ратним околностима имало велики утицај на борбену готовост Српске војске. Период инкубације је обично било 4-6 дана, а примарни клинички знаци болести су били: 
- температура изнад 40 степени,
- грозница и малаксалост,
- губитак апетита,
- јака главобоља,
- болови по целом телу,
- повећани пулс, срчани проблеми,
- отежано дисање,
- крваве очи,
- осип („пегице") дуж тела и
- психички проблеми (анксиозност, раздражљивост, неконтролисана нужда, бекство из болнице, халуцинације, делиријум, покушаји самоубиства).

У напредној фази болести јављала се гангрена, на одређеним деловима тела.

### Компликације
Како је рикеција провазки паразит васкуларног ендотела, компликација су најчешће локализоване у циркулационом систему и манифестовале су се на један од следећих начина, као:
- тромбофлебитис,
- ендартеритис,
- плућна емболија,
- мождани удар,
- миокардитис.

Како је примарна локализација патогена у централном нервном систему, јављале су се и компликације у виду психоза и полирадикулонеуритиса, а због нарушеног општег стања јављале су се и секундарне бактеријске инфекције, са пратећим симптомима и последицама (само њима својствене). Честа компликација је била и повећање моторне активност оболеле особе.
Уз примену антибиотик, симптоми и други знаци болести, данас би се врло брзо повукли, али како њих није било у том историјском раздобљу, код нелечених или лоше лечених случајева, па чак и код лаких облика болести најчешћи узрок смрти био је плућна емболија. По правилу, то се јављало у периоду опоравка и успостављања нормалне телесне температуре.

## Терапија
Због непостајања или недостатка одговарајућих лекова у Србији лечење оболелих се спроводило на два начин:
Прво — традиционалним народним лековима — хладне и ракијске облоге за смањење температуре, винско сирће, бели лук, расо, стављање сумпора и нафталина у одећу и постељину. 
Друго — дијеталном исхраном, пре свега напицима и течном храном, као важним терапијским средствима (млеко, вино, коњак, сок и чај). Из рукописа једног анонимног лекара, сазнајемо неке од мера које су примењиване у исхрани болесника: 
Млеко је главни и најбоља храна за пацијенте погођене тифуса. Пацијент треба да попије два литра доброг крављег млека и 1 литру прокуване воде. Осим млека, пацијент би могао користити говеђу јуху или густу пилећу супу са умућеним жумањком, лимунаду, сок од малине са водом, сок од наранџе и чашу вина, чисту или с водом. Ако пацијент може да га поједе, добро је дати му једно некувано јаје. Током болести, пацијент треба што више мокрити како би прочистио крв, тако да му треба понудити млеко, чај или биљни чај, што чешће. У другој недељи или другој половина друге седмице, криза се дешава и то када је пацијент у највећој опасности за његово срце може изгубити виталност. Зато је важно хранити пацијенте добром и тешком храном: дајте им пуно млека и супе што је чешће могуће, чашу црног вина 1-2 црне кафе и пунч. После 10-20 дана од када се појави грозница и потреба за лечење нестаје, а пацијент почиње да се осећа боље, треба му дати меко кувано јаје, пудинг од пиринча, кромпир пире млеко, бисквит, десерт крем или му понудити измућено јаје. Тек након неколико дана када се пацијент осећа добро са овом храном, може му се дати и чврста храна.
Треће — лековима, од којих су коришћени кинин, салицил и средства за јачање рада срца, а болесницима су убризгавањем давани и серум реконвалесцента (2-10 мл поткожно). Међутим како је било очигледно да код реконвалесцентни серум није имао поуздани специфичан ефекат, као што је то случај са било којим другим покушаним леком, од ове терапије се убрзо одустало. Као обавезна терапија коришћен су ови лекови: дигиталис, кофеин и камфор, који су давани свим пацијентима без разлике. Кад год је било могуће, примењено је убризгавање: камфора, кофеина и адреналин. Антипиретици су ретко коришћени. Било је покушаја лечења са интравенозним убризгавањем електрагола (10 ццм неколико пута) или  само неосалварсана или истовременом комбинованом применом електраагола и неосалварсана.
Четврто  — за успешно излечење и спречавање ширења тифуса највећу пажњу требало је посветити хигијени и нези болесника, па су предлагане следеће мере... 
...вентилација просторија, ако је могуће, сушење ван, што је могуће више ваздуха, чистоћа тела, чиста постељина, чиста уста, фебрилна дијета, врећа са ледом на главу, на крају на срцу. Од лекова и симптоматски лекови - лекови за јачање и стимулисање срца.

## Мере превенције
Када је постало јасно да пегави тифус угрожава целу Краљевину Србију, српска влада се у фебруару 1915. године обратила за помоћ савезницима, пре свих Француској и Енглеској. 
Почетком марта у Србију је дошла енглеска медицинска мисија са 25 чланова, на челу са пуковником др Вилијамом Хантером, нешто касније је дошла француска мисија са око 100 лекара, а после њих и америчка медицинска мисија. 

О свом првом дневном путовању возом кроз Србију, од Ниша до Крагујевца, др Хантер у својој књизи пише:
гомиле сељака у бундама од овчијег крзна - идеалном станишту за безбројне ваши, како се тискају да уђу у композицију. Вагони воза заударали су на јак мирис нафталина и камфора који су узалудно коришћени у покушају да се сузбије зараза... Целокупна железничка мрежа је деловала...као заразна река која преноси заразу уздуж и попреко по целој земљи - од војних области ка цивилним областима и обрнуто.
 На основу ових сазнања 8. марта 1915. године пуковник Хантер је предложио српској влади неколико мера за спречавање даљег ширења и за санацију епидемије пегавог тифуса: 
- Дезинфекцију и дезинсекцију одела, рубља и постељине оболелих, али и целокупног становништва и припадника војске, применом металних буради (или дрвена са металним дном) у којима се откувава одело, рубље и постељина, по предлогу потпуковник др Стамерса, епидемиолога. Тај изум потпуковника Стамерса је класније назван „српско буре“.

- Ограничено и строго контролисано кретање војске и становништва, посебно железницом. Вршена је контрола свих путника да ли су болесни и да ли су вашљиви. Сви сумњиви на болест су издвајани, праћени да ли ће се разболети и по потреби лечени, а вашљивима је вршена депедикулација и тек тада дозвољавано путовање.
- Привремено обустављање целокупног железничког саобраћаја и оснивање карантинских и дезинфекционих станица на железници. Сви возови осим службених нису саобраћали од 16. марта до 16. априла 1915. године и - број новооболелих нагло је опао.
- Забрану посета болесницима у болницама.

Захваљујући др Хантеру наведене мере су веома брзо дале добре резултате. Већ крајем марта 1915. године дошло је до благог пада броја оболелих, смањење оболевања, које је било евидентно у априлу, у мају се региструју ретки случајеви обољења, а средином јуна 1915. године епидемија пегавог тифуса у Србији је окончана.

## Последице
У најтежој фази епидемије у ваљевском крају је дневно умирало од 50 до 100 болесника, или према проценама 3.500 војника, а засигурно више од 4.000 становника.
Колико је епидемија узела маха говори смртност болесника која је била у сталном порасту, на нивоу целе Србије. Према подацима др Лазара Генчић, у српским болницама број оболелих био је већи од броја рањених. На дан 13. јануара 1915. године, број оболелих био је 29.503 а број рањених 22.017.
Према записима генерала др Симе Карановића у епидемији сва три облика тифуса, која је почела да букти крајем децембра 1914. године, број оболелих се од 2.990 (24.12.1914), „експлозивно“ повећао, на 17.198 (24. марта 1915). Највише оболелих, до марта 1915. године, било је, од повратног тифуса. У марту, је дошло до наглог пораста броја оболелих од пегавца, на 60,2%, и смањио се број оболелих од рекуренса, на 32,8%, од укупног броја оболелих од сва три облика тифуса.
Просечни морталитет, на почетку епидемије пегавца 1914. године био је 15%, да би, у периоду фебруар-март, на врхунцу епидемије, достигао просечних 60%, када се, у болницама, широм Србије, морталитет кретао од 19–65%, а према неким извештајима и значајно више.
Као што је претходно већ било наведено, укупан број жртава епидемије у Србији је износи: око 100.000 цивилног становништва и око 15.000 војника.